# 善積わらい
善積 わらい （よしずみ わらい、2002年11月4日 - ）は、兵庫県出身の元女子サッカー選手。現役時のポジションはディフェンダー。セレッソ大阪堺レディース(現在のセレッソ大阪ヤンマーレディース)6期生。

## 来歴

### クラブ
2015年、Jリーグクラブセレッソ大阪の女子チーム、セレッソ大阪堺レディース・ガールズのセレクションに合格して入団した。 U-16、U-17日本女子代表。
2018年、高校1年時の冬に大腿骨外顆軟骨損傷の大怪我、その後2年間出場が無かった。
2021年、試合には出場したが、離脱を繰り返し、シーズン最後には5回目の膝の手術を受けた。
3年7ヶ月の期間を経て怪我が完治し、2022年8月27日に行われた2022 なでしこリーグ1部第6節で先発出場した。
2023年7月14日に膝蓋骨軟骨損傷、外側半月板損傷、脛骨関節面軟骨損傷の診断を受け、7回目の手術（全治4～5か月）を行った。
2024年11月21日、同年12月11日に行われる2024-25 WEリーグ・第5節の浦和戦をもって、現役を引退することを発表した。

## 個人成績

### クラブ
| 国内大会個人成績 | 国内大会個人成績               | 国内大会個人成績 | 国内大会個人成績 | 国内大会個人成績 | 国内大会個人成績 | 国内大会個人成績 | 国内大会個人成績 | 国内大会個人成績 | 国内大会個人成績 | 国内大会個人成績 | 国内大会個人成績 |
| 年度             | クラブ                         | 背番号           | リーグ           | リーグ戦         | リーグ戦         | リーグ杯         | リーグ杯         | オープン杯       | オープン杯       | 期間通算         | 期間通算         |
| 年度             | クラブ                         | 背番号           | リーグ           | 出場             | 得点             | 出場             | 得点             | 出場             | 得点             | 出場             | 得点             |
| 日本             | 日本                           | 日本             | 日本             | リーグ戦         | リーグ戦         | リーグ杯         | リーグ杯         | 皇后杯           | 皇后杯           | 期間通算         | 期間通算         |
| ---------------- | ------------------------------ | ---------------- | ---------------- | ---------------- | ---------------- | ---------------- | ---------------- | ---------------- | ---------------- | ---------------- | ---------------- |
| 2016             | セレッソ大阪堺レディース       | 25               | なでしこ2部      | 3                | 0                | 1                | 0                | 0                | 0                | 4                | 0                |
| 2017             | セレッソ大阪堺レディース       | 25               | なでしこ2部      | 9                | 0                | 7                | 0                | 2                | 0                | 18               | 0                |
| 2018             | セレッソ大阪堺レディース       | 17               | なでしこ1部      | 17               | 0                | 10               | 0                | 1                | 0                | 28               | 0                |
| 2019             | セレッソ大阪堺レディース       | 17               | なでしこ2部      | 0                | 0                | 0                | 0                | 0                | 0                | 0                | 0                |
| 2020             | セレッソ大阪堺レディース       | 17               | なでしこ1部      | 0                | 0                | -                | -                | 0                | 0                | 0                | 0                |
| 2021             | セレッソ大阪堺レディース       | 9                | なでしこ1部      | 16               | 0                | -                | -                | 0                | 0                | 16               | 0                |
| 2022             | セレッソ大阪堺レディース       | 9                | なでしこ1部      | 7                | 0                | -                | -                | 1                | 0                | 8                | 0                |
| 2023-24          | セレッソ大阪ヤンマーレディース | 9                | WE               | 0                | 0                | 0                | 0                | 0                | 0                | 0                | 0                |
| 2024-25          | セレッソ大阪ヤンマーレディース | 9                | WE               | 3                | 0                | 2                | 0                | -                | -                | 5                | 0                |
| 通算             | 日本                           | 日本             | 1部              | 20               | 0                | 12               | 0                | 1                | 0                | 33               | 0                |
| 通算             | 日本                           | 日本             | 2部              | 35               | 0                | 8                | 0                | 3                | 0                | 46               | 0                |
| 総通算           | 総通算                         | 総通算           | 総通算           | 55               | 0                | 20               | 0                | 4                | 0                | 79               | 0                |

1. ↑  セレッソ大阪堺ガールズの出場記録を含まない

- 日本女子サッカーリーグ
  - 初出場 - 2016年9月25日 なでしこリーグ2部 第15節 FC吉備国際大学Charme戦 (倉敷運動公園陸上競技場)[4]

- WEリーグ
  - 初出場 - 2024年11月23日 第10節 ちふれASエルフェン埼玉戦 (熊谷スポーツ文化公園陸上競技場)[5]

## タイトル

### クラブ
- セレッソ大阪堺ガールズ
  - 関西女子サッカーリーグ1部: 3回 (2015年、2016年、2017年)
  - JFA 全日本U-18女子サッカー選手権大会: 1回 (2016年)
  - JFA 全日本U-15女子サッカー選手権大会: 1回 (2015年)

- セレッソ大阪堺レディース
  - なでしこリーグカップ2部: 2回 (2017年、2019年)